# Arsénio Mota
Arsénio Mota (Bustos, Oliveira do Bairro, 25 de abril de 1930) é um escritor português.

## Biografia
Nasceu em Bustos, Oliveira do Bairro (Portugal). Em 1955 começou a publicar poesia sob pseudónimo (Arsénio de Bustos) e a seguir ficção, crónica e estudos diversos. Viveu cerca de três anos em Caracas, Venezuela; em 1963 fixou-se no Porto optando pelo jornalismo profissional. A partir de 1985 marcou presença também na designada literatura infanto-juvenil. Dedicou-se ainda à tradução, à edição e organização de antologias. Em 2005, Serafim Ferreira organizou o livro comemorativo Arsénio Mota - Cinquenta anos de escrita (Campo das Letras); dez anos depois o Museu do Neo-Realismo (Vila Franca de Xira) publicou o livro Arsénio Mota - Uma Vida como Obra aquando de exposição documental (Nov.-Fev., 2015). Obras suas aparecem em edições digitais na plataforma da Sociedade Portuguesa de Autores. É autor de textos abundantes, nomeadamente apreciações e recensões literárias, dispersos por revistas, jornais, suplementos literários e livros de vários autores.[1]

## Algumas das suas obras
- Biografia Fantástica, crónica-ficção, Aveiro, 1960
- Besouro na Floresta, contos, col. Saturno, Porto, 1962
- Sol para Todos, contos, Ed. Razão Actual, Porto, 1972
- Burlescarias, crónicas, Jornal do Fundão Ed., 1974
- Burlescarias II, crónicas, Livª. Ler, Lisboa, 1975
- Bustos - Elementos para a sua História, ed. ABC, Bustos, 1983
- Som de Origem - Arte d’escrita, Livros Horizonte, Lisboa, 1985 (prémio Fundo Apoio à Edição, FCG / Assoc. Port. de Escritores; ebook, 2018)
- A Última Aposta, contos, Livros Horizonte, Lisboa, 1987
- Artistas ao Norte, Porto Editora, 1989
- Júlio Resende - A Arte Como/Vida, Livª Civilização, Porto, 1989 (org. e co-autor)
- Letras Bairradinas - Antologia, ed. AJEB, Anadia, 1990
- Estudos Regionais Sobre a Bairrada, Livª Figueirinhas, Porto, 1993
- O Museu no Sótão, crónicas, pref. de Arnaldo Saraiva, Livª Figueirinhas, 1993
- António de Cértima - Vida, Obra, Inéditos, Livª Figueirinhas, Porto, 1993
- Armanda Passos, Campo das Letras, Porto, 1997 (org. e co-autor)
- Pela Bairrada, ed. C. M. de Oliveira do Bairro, 1998
- O Vírus Entranhado, contos, ilust. Avelino Rocha, Campo das Letras, Porto, 1999 (ebook, 2018)
- Bustos do Passado, estudo, ed. JFB, Porto, 2000
- Inclinações Pontuais, estudos e ensaios, Campo das Letras, Porto, 2000 (reed. aum., ebook, 2018)
- Figuras das Letras e Artes da Bairrada, Campo das Letras, Porto, 2001 (reed. aum., ebook, título, Dicionário de Autores da Bairrada, 2018)
- Recordações do Berço, ed. do autor, Porto, 2003 (só para ofertas)
- Letras sob Protesto, crónicas, posf. Pires Laranjeira, Campo das Letras, Porto, 2003 (ebook, 2018)
- Quase Tudo Nada, narrativa, Prémio Carlos de Oliveira, Campo das Letras, Porto, 2006 (ebook, 2018)
- A Forma da Informação, o jornalismo e a deriva (ebook, 2018)
- Divertículos, relances, evocações, leituras (ebook, 2108)
- E Foi Assim II, crónicas (ebook, 2018)
- Quando Mal, Amor, Nunca Pior!, contos (ebook, 2018)

### Contos para Crianças
- Os Segredos do Subterrâneo, Prémio Internacional da Juventude, Ed. Caminho, Lisboa, 1986; 2ª ed., 1995
- Histórias com Historinha Dentro, ilust. Júlio Resende, Livª Figueirinhas, Porto, 1986
- História com Ratos da Paspalhóvia, ilust. Manuela Bacelar, Edições Afrontamento, Porto, 1986, esg. (reed. em Caras e Bichos Caretas)
- A Roda Que Saiu dos Eixos, ilust. Luísa Brandão, Edições ASA, Porto, 1987; 2ª ed., 1994
- A Sopa das Nove Letras, ilust. Emerenciano, Porto Editora, 1988
- Tenho uma Ideia, ilust. Júlio Resende, 1989, Porto Editora; 2ª ed., ilust. Fedra Santos, Campo das Letras, Porto, 2006
- A Nuvem Cor-de-Rosa, ilust. Júlio Resende, Edições ASA, Porto, 1989; 7ª ed., 2010
- Caras e Bichos Caretas, ilust. Monique Brouillard, Ed. Caminho, Lisboa, 2001
- O Fogo Roubado, ilust. Alfredo Martins, Campo das Letras, Porto, 2001
- História de Cantarina Cantora, ilust. Fedra Santos, Campo das Letras, Porto, 2004
- NN, o Bailador e o Teatro da Princesa, ilust. Avelino Rocha, Campo das Letras, Porto, 2007
- Leitão Ciclista em busca do Paraíso, ilust. Catarina Fernandes, Pé de Página, Coimbra, 2008

#### Colecção Tapete Voador, Campo das Letras, Porto
- A Corte na Aldeia, ilust. Armanda Passos, 1996
- O Segredo da Rocha, ilust. Emerenciano, 1996
- A Bandeira Escondida, ilust. Fernando Lanhas, 1998
- O Mistério da Floresta Mágica, ilust. António Modesto, 1999
- A Ilha das Bocas Abertas, ilust. Carlos Carreiro, 2000
- Colecção As Cinco Graças (ebook; Grácio Editor)
- A Pinta que Pinta
- Musa na Terra da Gente
- O Teatro da Princesa
- NN, o Bailador
- História de Cantarina Cantora

#### Em obras colectivas
- Contos da Cidade das Pontes, ilust. António Modesto, Ambar, Porto, 2001 (edições em português, inglês e espanhol)
- A Árvore dos Sonhos, ilust. Fernando Saraiva, Parque Biológico de Gaia-Ilha Mágica, V. N. de Gaia, 2002